# Złotoporka pomarańczowa
Złotoporka pomarańczowa (Auriporia aurulenta A. David, Tortič & Jelić) – gatunek grzybów z rzędu żagwiowców (Polyporales).

## Systematyka i nazewnictwo
Pozycja w klasyfikacji: Auriporia, Incertae sedis, Polyporales, Incertae sedis, Agaricomycetes, Agaricomycotina, Basidiomycota, Fungi.
Po raz pierwszy opisali go w 1975 r. A. David, M. Tortič i B. Jelić na martwym drewnie świerka w Związku Radzieckim.
W 2025 r. Komisja ds. Polskiego Nazewnictwa Grzybów Polskiego Towarzystwa Mykologicznego zarekomendowała używanie nazwy złotoporka pomarańczowa.

## Morfologia
Owocnik
Nadrzewny kortycjoidalny, jednoroczny, rozpostarty, o długości do 16 cm długości i grubości do 5 mm. W stanie świeżym ma wyraźny zapach migdałów, w zielnikach utrzymujący się przez kilka miesięcy. Powierzchnia hymenialna w stanie świeżym złocistożółta do pomarańczowej, po wyschnięciu żółtawo-płowa, u suchych okazów pod działaniem wodorotlenku potasu czerwona do fioletowej. Pory okrągłe do kanciastych, 2–3 na mm. Brzeg jednobarwny, płonny, promieniście strzępiasty. Kontekst żółty, w stanie suchym jasnopłowy z ciemniejszymi, żywicznymi smugami, miękki, o grubości do 1 mm. Warstwa rurek o grubości do 1 cm i tej samej barwy co kontekst. Hymenium i subhymenium w suchych okazach ciemniejsze i tworzące wyraźną warstwę widoczną przy powiększeniu 30×. Wszystkie części grzyba miękkie i łatwo do cięcia i kruszenia.
Cechy mikroskopowe
System strzępkowy monomityczny. Strzępki generatywne o średnicy 2–4 µm,w kontekście szkliste, cienkościenne, z okazjonalnym rozgałęzieniem i licznymi sprzążkami, sporadycznie z podwójnymi sprzążkami. Występują strzępki gleocystydialne jaskrawo barwiące się we floksynie. Cystydy częste w warstwie hymenium; lamprocystydy brzuchate, grubościenne, wrzecionowate, szkliste, 20–35 × 8–12 (–15) µm, występują również pojedynczo lub w małych grupach po 2–4 cienkościenne leptocystydy o długości 35–70 µm, średnicy 4–6 µm w wąskiej szyjce i 8–10 µm w części podstawnej. Podstawki maczugowate, 4-sterygmowe, 20–26 × 7–8 µm, ze sprzążką bazalną. Bazydiospory elipsoidalne, szkliste, gładkie, ujemne w odczynniku Melzera, 4,5–6 × 2–3 µm.

## Występowanie i siedlisko
Podano nieliczne stanowiska w niektórych krajach Europy, w byłym Związku Radzieckim, w Ameryce Północnej i Południowej. W Polsce po raz pierwszy stanowisko tego gatunku podali B. Gierczyk i inni w 2019 r.
Grzyb saprotroficzny powodujący brunatną zgniliznę drzew iglastych i liściastych. Podano jego występowanie na martwym drewnie jodły, świerka i sosny, ale również na topoli.